# Primula oxygraphidifolia
Primula oxygraphidifolia är en viveväxtart som beskrevs av William Wright Smith och Kingdon-Ward. Primula oxygraphidifolia ingår i släktet vivor, och familjen viveväxter. Inga underarter finns listade i Catalogue of Life.